# Scenopinus pecki
Scenopinus pecki är en tvåvingeart som beskrevs av Kelsey 1969. Scenopinus pecki ingår i släktet Scenopinus och familjen fönsterflugor. Inga underarter finns listade i Catalogue of Life.